# 유혹의 선
《유혹의 선》(영어: Flatliners)은 1990년 개봉한 미국의 SF 심리 공포 영화이다. 의대생 다섯 명의 임사 체험(NDE)을 다룬다. 조엘 슈마커 감독이 연출하였고, 키퍼 서덜랜드, 줄리아 로버츠, 윌리엄 볼드윈, 올리버 플랫, 케빈 베이컨 등이 출연하였다.
1991년 제63회 아카데미상 음향 효과 편집상 후보에 지명되었다.
2017년 리메이크 작품 《플랫라이너》가 개봉하였다.

## 줄거리
의대생 친구 무리가 의도적으로 활력 징후가 직선(flatline)으로 나타나는 상태를 유도하여 임사 체험을 경험한다. 이들은 "죽어있는" 상태에서 과거에 가장 잘못했거나 상처로 남은 기억을 환영으로 보게 되고, 곧 현실에서도 끔찍한 환각을 경험하기 시작한다.

## 출연
- 키퍼 서덜랜드 - 넬슨 라이트 역
- 줄리아 로버츠 - 레이철 매너스 역
- 케빈 베이컨 - 데이비드 러브레이시오 역
- 윌리엄 볼드윈 - 조 헐리 역
- 올리버 플랫 - 랜들 "랜디" 스테클 역
- 킴벌리 스콧 - 위니 힉스 역
- 조슈아 루도이 - 빌리 머호니 역
- 벤저민 모턴 - 잭 매너스 역
- 호프 데이비스 - 앤 콜드런 역
- 퍼트리샤 벨처 - 에드나 역
- 베스 그랜트 - 주부 역

## 우리말 녹음
| KBS 성우진 (1994년 11월 27일) - 홍시호 - 넬슨(키퍼 서덜랜드) - 유남희 - 레이철(줄리아 로버츠) - 이규화 - 조(윌리엄 볼드윈) - 장세준 - 랜디(올리버 플랫) - 최병상 - 데이비드(케빈 베이컨) | MBC 성우진 (2001년 5월 6일) - 박지훈 - 넬슨(키퍼 서덜랜드) - 안지환 - 데이비드(케빈 베이컨) - 박선영 - 레이철(줄리아 로버츠) - 송준석 - 조(윌리엄 볼드윈) - 최석필 - 랜디(올리버 플랫) - 김서영 - 김지영 - 배정민 - 이자옥 - 최한 - 표영재 |  |

## 같이 보기
- 타나토노트: 유사한 설정의 소설